# Дульса II (графиня Прованса)
Дульса II (фр. Douce II, окс. Dolça II de Provença; после 1162 — 1172) — графиня Прованса и Жеводана, виконтесса де Карла в 1166—1167, графиня де Мельгёй с 1166.
Дочь Раймунда Беренгера II, графа Прованса, и Рыксы Силезской. При заключении мира с Тулузским графством была в октябре 1165 помолвлена с Раймундом, наследником графа Раймунда V. После того как весной следующего года Раймунд Беренгер II погиб под стенами Ниццы, Раймунд V решил попытаться овладеть Провансом, и расторг помолвку сына, чтобы самому жениться на матери Дульсы. Регентский совет Арагона не захотел отдавать Прованс тулузцам, и в том же году в графство прибыл юный Альфонс II Арагонский, начавший новую войну с Тулузой. 
В 1167 арагонцы отстранили от власти малолетнюю Дульсу, и Альфонс стал графом Прованса и Жеводана. Дульса сохранила только доставшуюся от бабки часть графства Мельгёй. Дульса умерла в 1172, и с ней закончилась Первая Прованская линия Барселонского дома.  